# Anaplecta rendata
Anaplecta rendata är en kackerlacksart som beskrevs av Rocha e Silva och Guilherme A.M.Lopes 1977. Anaplecta rendata ingår i släktet Anaplecta och familjen småkackerlackor. Inga underarter finns listade i Catalogue of Life.